# Cidade Maurícia

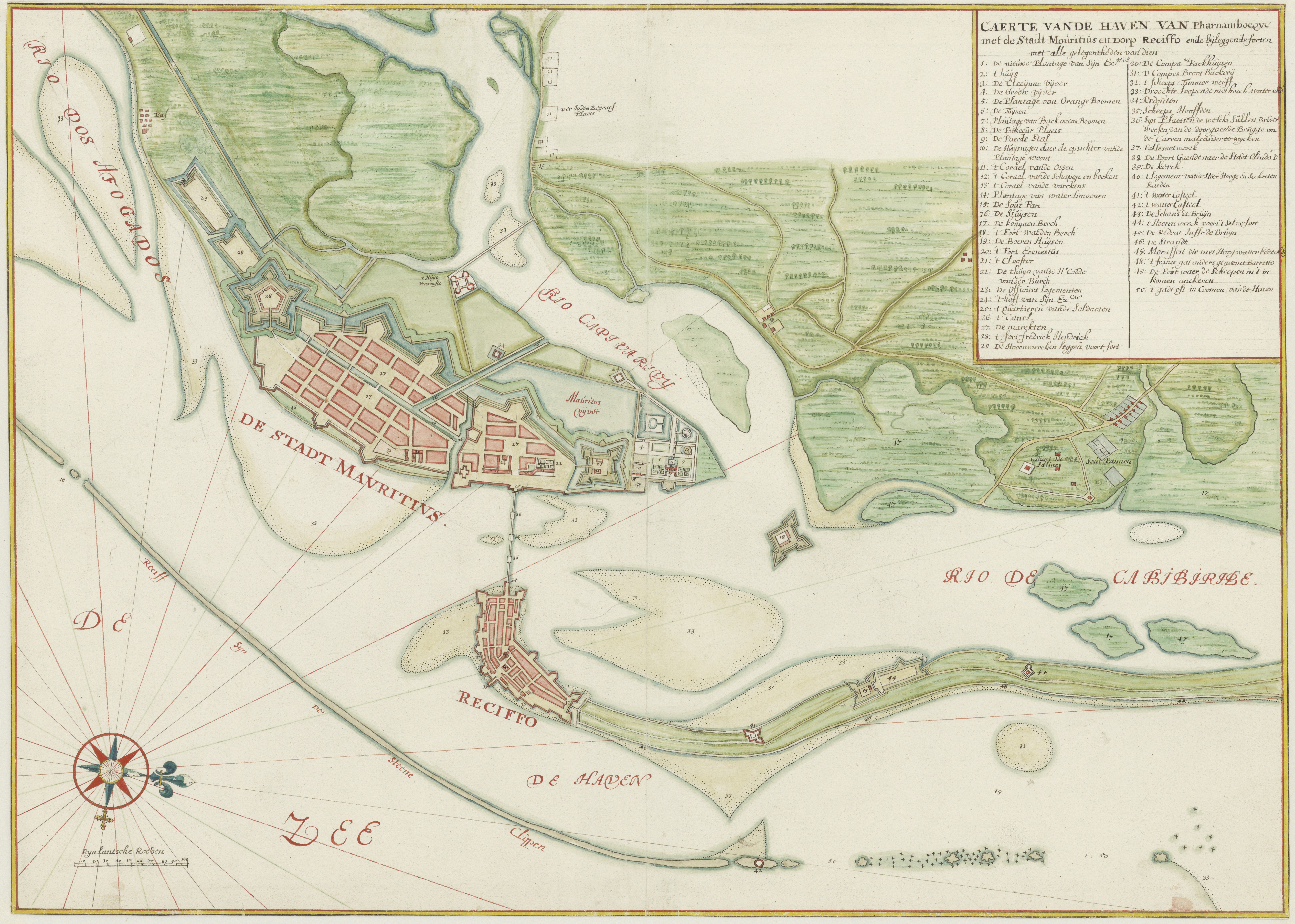
Mapa holandês (1665) da Cidade Maurícia (de Stadt Mauritius) e do Istmo do Recife (Reciffo), conectados pela ponte construída por Maurício de Nassau.

Cidade Maurícia, também Mauriciópolis ou, em holandês, Mauritsstad, foi uma parte da cidade do Recife durante o período do Brasil holandês. Maurícia foi construída a partir de 1638 na Ilha de Antônio Vaz pelo conde João Maurício de Nassau-Siegen, à época governador colonial de Pernambuco. A designação "Cidade Maurícia" persistiu até 1654, ano da expulsão dos holandeses pelos luso-brasileiros.

## História
Após a conquista de Olinda (1630), os holandeses decidiram queimar a vila e instalar-se no istmo do Recife, que funcionava como porto de Olinda e tinha melhores condições para a defesa e comércio. A administração da região ficou a cargo da Companhia das Índias Ocidentais, que passou a controlar o lucrativo comércio do açúcar produzido pelos engenhos de Pernambuco.

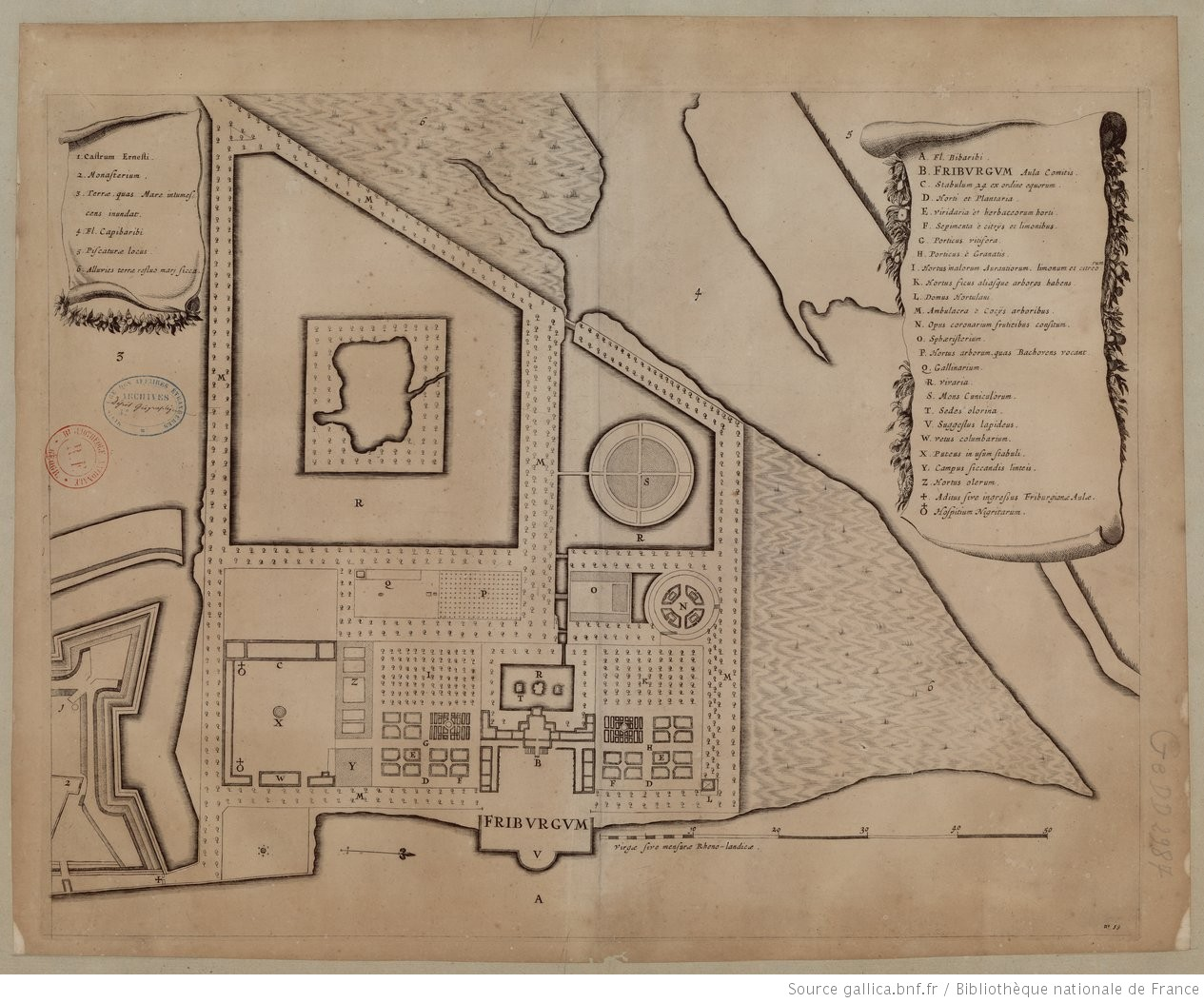
Planta parcial da Cidade Maurícia por Georg Marcgraf (1647).

Com o súbito aumento da população do Povo do Arrecife, como era chamado o povoado do istmo, os holandeses planejaram ocupar a Ilha de Antônio Vaz, localizada nas cercanias. À época da invasão, a Ilha de Antônio Vaz abrigava apenas o Convento de Santo Antônio e algumas poucas casas ao redor. Na década de 1630 os holandeses construíram duas fortalezas na ilha: o Forte Ernesto, levantado no lugar do antigo convento, e o Forte Frederico Henrique (Frederick Hendrick), ou Forte das Cinco Pontas, localizado mais ao sul. Ao lado do Forte Ernesto havia uma área fortificada referida como Grande alojamento (Groote kwartier), que mais tarde daria origem à atual Praça Independência. As muralhas eram feitas de terra e madeira, com alguns trechos reforçados com pedras.
Em 1637, chegou a Pernambuco João Maurício de Nassau, que tomou a decisão de urbanizar a área da Ilha de Antônio Vaz entre os dois fortes. Um mapa datado de 1639, do chamado Atlas Vingboons, mostra os planos para a nova Cidade Maurícia, projeto atribuído ao arquiteto Pieter Post. Maurícia teria um traçado regular e um sistema de canais, fossos, trincheiras e fortificações, incorporando conceitos modernos de urbanismo e defesa como os que haviam sido aplicados nas reformas urbanas de Amsterdã no início do século XVII. "Nova Maurícia" era chamada essa área planejada, localizada hoje no bairro de São José, para diferenciá-la da "Velha Maurícia", que correspondia à zona do antigo convento, hoje bairro de Santo Antônio. Não se sabe com exatidão quanto da Nova Maurícia chegou a ser efetivamente construída. Um inventário urbano de 1654 realizado pelos portugueses mostra que, naquele ano, a maioria das edificações da cidade localizava-se na Velha Maurícia.

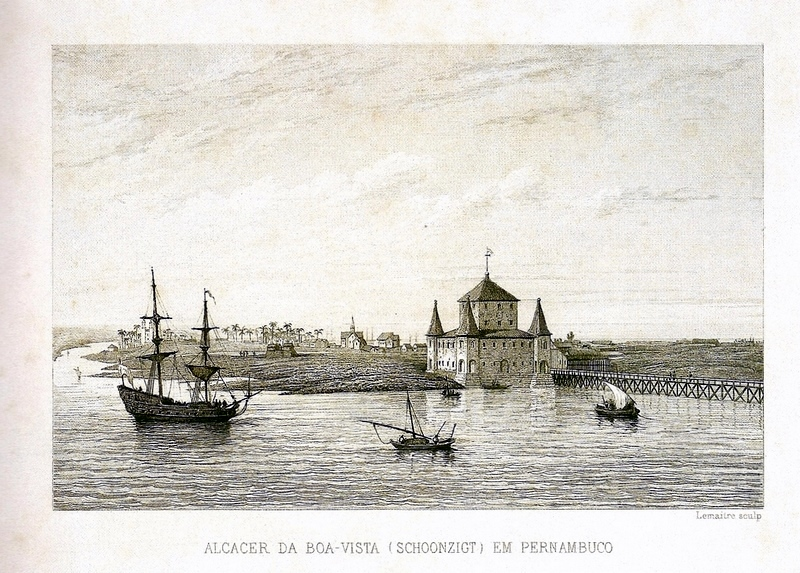
Vista do Palácio da Boa Vista e da ponte sobre o Capibaribe durante o período holandês. Gravura do século XVII.

Para conectar o istmo do Recife com a Ilha de Antônio Vaz à altura do Grande alojamento, foi construída uma ponte de madeira, inaugurada em 1643, antecessora da atual Ponte Maurício de Nassau e considerada a primeira ponte de grande porte construída em território brasileiro.
Na parte norte da Ilha de Antônio Vaz, Maurício de Nassau mandou construir um palácio residencial, o Palácio de Friburgo (Vrijburg), com uma fachada flanqueada por duas altas torres. O palácio era residência e despacho do conde, e as torres serviram de farol e até observatório astronômico. Na área ao redor do palácio foi plantado um jardim com árvores frutíferas e foi instalado um zoológico com animais nativos. Já o outro palácio de Nassau, chamado Palácio da Boa Vista ou Reduto da Boa Vista (Schoonzit), localizava-se a leste da Ilha, às margens do rio Capibaribe, e era uma residência de descanso. Concluído em 1643, era um edifício de planta quadrada com quatro pequenas torres nos cantos e um alto torreão central com telhado a quatro águas. Junto ao palácio foi construída outra ponte, antecessora da atual Ponte da Boa Vista, que ligava a Ilha de Antônio Vaz com o atual bairro da Boa Vista do Recife.
Após a expulsão dos holandeses, em 1654, o nome de "Cidade Maurícia" foi abandonado e a Ilha passou a ser chamada "Povoado de Santo Antônio". Muitas terras e bens foram restituídos aos antigos donos luso-brasileiros. O Convento de Santo Antônio, por exemplo, foi devolvido aos franciscanos e os baluartes do Forte Ernesto, que o cercavam, foram demolidos. A igreja dos calvinistas foi doada à Companhia de Jesus e o Palácio da Boa Vista foi doado aos frades carmelitas, que ali edificaram seu convento, mantendo, em seu ângulo noroeste, o torreão central do palácio edificado por Maurício de Nassau em 1643. O desenvolvimento urbano posterior do Povoado de Santo Antônio alterou a traça regular projetada pelos holandeses, progredindo de maneira mais espontânea e organizada ao redor das edificações religiosas. Um total de 14 edifícios religiosos foram levantados na Ilha entre a segunda metade do século XVII e o início do século seguinte, edifícios estes que ajudaram a organizar a malha urbana com seus adros e pátios.